# Pedetes surdaster
Springhare Đông Phi (Pedetes surdaster), không có họ hàng với thỏ đồng (hare) trong Bộ Thỏ (mặc dù tên chúng có chữ "hare", nghĩa là thỏ đồng). Chúng thực ra là một thành viên của Họ Pedetidae, thuộc Bộ Gặm nhấm.

## Phân loại
Pedetes surdaster được Matthee và Robinson ghi nhận là một loài riêng biệt với P. capensis vào năm 1997 dựa trên các sự khác biệt di truyền, hình thái và tập tính. P. capensis có ít nhiễm sắc thể (2n= 38) hơn P. surdaster (2n = 40), và cũng có vài khác biệt khác. Sự khác biệt này được Dieterlen công nhận năm 2005.

## Phân bố
Loài này sống ở miền trung và nam Kenya và hầu khắp Tanzania. Một cá thể duy nhất đã được ghi nhận tại Uganda, ở Moroto, gần biên giới với Kenya. Nó có mặt tại nơi có độ cao ngang mặt nước biển tới hơn 2.000 m.

## Mô tả
Pedetes surdaster bề ngoài hơi giống kangaroo nhỏ và kích thước bằng khoảng con thỏ. Nó có màu xám, đôi tai dựng đứng, chi trước rất ngắn và chi sau khỏe. Chúng có thể nhảy xa 2m và có cái đuôi dài giúp giữ thăng bằng.

## Tập tính
Đây là động vật sống về đêm và dành buổi ban ngày trốn trong hệ thống hang của nó. Môi trường sống là đồng cỏ bán hoang mạc. Chế độ ăn gồm phần cây còn xanh, rễ cây và đôi khi cả côn trùng.